# ソラ・アキンボラ
ソラ・アキンボラ（Sola Akingbola、1965年8月2日 - ）は、イギリスで活動するミュージシャンである。音楽バンドジャミロクワイのパーカッショニストとして有名。

## 略歴

### デビュー前
ナイジェリアの首都ラゴス出身で母国語はヨルバ語。祖母はオリキと言うヨルバ文化の詩を歌う事が得意で、祖父はそのオリキをヨルバの太鼓で演奏する奏者かつ表現者(ダンスのように体で表現)と言う音楽に縁を持つ家族の下に生まれた。弟は俳優でありテレビタレントでもあるジミー・アキンボラである(ジミーはロンドン生まれ)。
青年期に一家でロンドンに移住し、80年代にはクラブに通い始める。クラブで聞いたレアグルーヴに強い感銘を受けてまずは独学でドラムを始め、その後ロンドン在住のナイジェリア人パーカッショニストグラスパー・ラウワルに出会った事により、ドラムを習って演奏技術高めた。

### プロデビュー：
1985年からはプロとして活動し、前述ラウワルのアルバム「Aboisunni」のバッキング・ボーカルとしてレコーディングに参加した。
1990年にはロンドン在住の日本人ミュージシャン廣田丈自のレコーディングに参加し、楽曲「Uniquity」でパーカッションを演奏する。この曲はアルバム「Rain Forest Dream」に加えられて発売された。
1994年の2月から9月までの8ヶ月間、ロニー・ジョーダンのワールドツアーにパーカッショニストとして参加した。これはとても良い経験になったものの、もう少し報酬の良い仕事はないものかと思っているところだった。

### ジャミロクワイ加入(伝説の即興)：
1994年10月初旬、ジャミロクワイのパーカッショニストが突然離脱する状況になってしまったが、10月4日にはフランスのテレビ番組の収録が既に予定されていたためバンドは緊急にパーカッショニストが必要になった。リーダーのジェイ・ケイはスケジュールが詰まっており自分で人選する時間がなかったため、ドラムのデリック・マッケンジーにパーカッショニストを探すよう指示した(ドラムとパーカッションは同じ打楽器であるため)。収録前日の10月3日、事務所関係者はマッケンジーに候補者リストを渡し、マッケンジーがその中から人材を選ぶことになった。リストは上から有力な順に並んでおり、その3番目にソラ・アキンボラの名前があった。3番目ではあったが非常に珍しい名前が目につき、何か変わった味の演奏者である気がしたためマッケンジーはアキンボラに電話をかけた。
電話を受けたアキンボラはジャミロクワイと言うバンド名は聞いた事がなく、知らないバンドの知らないドラマーが仕事のオファーをしてきて驚いた。しかし内容はテレビ収録という大きな仕事(報酬的にも)であり、翌日の10月4日は空いていたため仕事を受ける意志を伝えた。その後バンドのマネージャーが詳細な時間や場所をアキンボラに伝えたが、肝心の曲名を伝えるのを忘れてしまった。
1994年10月4日、アキンボラはロンドンからパリに飛び、スタジオ到着後に３曲を以下の順で演奏する旨を伝えられたがジャミロクワイの曲はまだ１つも知らない状態だった。
1. スペースカウボーイ
2. 死ぬには早すぎる(Too young to die)
3. ブロウ・ユア・マインド

番組は多数の一般観覧者をスタジオに入れて行う形式だったためリハーサルはできず、曲を事前に聞く時間もなかった。このため初めて聞く曲に即興でドラムやタンバリンを合わせて演奏し、しかしあたかも慣れた曲を演奏しているかのようにノって笑顔を見せてテレビに映って見せた。
1994年11月18日、フランス2の音楽番組「タラタタ」にてジャミロクワイの回が放送された。この放送は伝説となり、現在でも番組「タラタタ」の公式ホームページと公式YouTubeでこの時の放送をノーカットで公開している。最初は硬い表情をしているメンバーもアキンボラが最初の曲「スペースカウボーイ」を上手く即興演奏すると次第にメンバー間で笑みが溢れている。また、演奏中はアキンボラの横にも1台カメラが付いていたため、アキンボラがカメラに抜かれる時間が少なくなるようにメンバーがカバーし合う様子も見受けられる。リーダーでありボーカルのケイはアキンボラから距離をとってギタリストと共にカメラに抜かれるポジショニングをし、ベースのスチュアート・ゼンダーは普段よりダイナミックな動きをしてカメラマンの注意を自分に向けている。

### ジャミロクワイ加入後：
この日の演奏を認められたアキンボラは1回限りの契約ではなく正式にジャミロクワイのメンバーとなり、現在も在籍中である。リーダーのケイ、ドラムのマッケンジーに次ぎ3番目に長い在籍者である。
ジャミロクワイの活動と並行して自身のソロ活動や他のアーティストとの共同作業も行っている。前述のロニー・ジョーダンとは1996年に共同作曲し、アルバム「Light to Dark」でリリースした。
ヨルバ文化を広める活動も行っている。

## 人物
- アキンボラと言う苗字はヨルバにルーツを持つ大切な名前だと父から教わっており、ロンドンに移住した後も誇りに思っている[10]。

## 備考
前述の「ジャミロクワイ加入(伝説の即興)」の備考：
ジャミロクワイの歌の後スタジオは非常に盛り上がっていたが、この日の出演は「レ・リタ・ミツコ」というフランスのバンドも出演しており、ボーカルのカトリーヌ・ランジェ(Catherine Ringer)がジャミロクワイに好意的とは言えない発言をし(ケイの1メートル横でケイへの皮肉を言う)、司会者や観覧者の空気が一気に変わってしまう状況になった。このためジャミロクワイが最後に画面からはけるときは少し微妙な終わり方になっているが、これはアキンボラの演奏技術とは関係ないところと言える。番組は、このトーク部分はホームページでのみ公開し、YouTubeでは公開していない。

## 映像出演
ジャミロクワイがリリースした以下のミュージックビデオに出演した。
1. 1996年　オールライト
2. 1997年　ハイ・タイムズ
3. 2001年　ユー・ギヴ・ミー・サムシング
4. 2005年　Seven Days in Sunny June